# 玉河恒夫
玉河恒夫（1925年—2017年12月30日）是一位日本数学家。專長是整數論。

## 生平
生於東京。1954年於東京大学取得博士學位。1963年開始任教於耶魯大学、1996年以名誉教授身分自耶魯大學退休。

## 外部連結
- 玉河恒夫在數學譜系計畫的資料。
- Yale Bulletin announcing his emeritus status